# Mrsinj-grad
Mrsinj-grad je bila srednjovjekovna utvrda, koja se nalazila na brdu Mrsinju kraj Korenice u današnjoj Ličko-senjskoj županiji.
Ostatci te utvrde smješteni su na istočnoj strani brda Mrsinj, malo ispod vrha tog brda, na visini od 1097 m.n.v. Važnost trateškog položaja te utvrde ogleda se u činjenici što se brdo Mrsinj (vrh Mrsinj 1259 m) nalazi na području gdje Ličko sredogorje prelazi u Malu Kapelu i proteže se u pravcu sjever-jug. Iz tog razloga, iz utvrde se moglo kontrolirati kretanje ljudi u Bijelom polju koje se nalazi istočno te izvor vode (Vrelo Koreničko).
Na 440 m nadmorske visine nalazi se naselje i rječica Korenica, koja je nastala kao obrambeno naselje u podnožju utvrde.
Osim obrambene svrhe, utvrda Mrsinj je imala i crkvenu namjenu. Bila je prvo sjedište biskupa Krbavske biskupije. Krbavski biskupi su stolovali na Mrsinju od 1185. godine, a poslije se biskupijsko sjedište preselilo u Udbinu. U 15. stoljeću Mrsinj je pripao jednoj grani velikaške obitelji Kurjaković, koji su po njemu bili prozvani mrsinjskim knezovima.